# Aprilia A
Le Aprilia A compongono la prima serie di ciclomotori costruiti dalla casa di Noale, dal 1960 al 1969.

## Il contesto
Nel primissimo dopoguerra l'Aprilia aveva iniziato la produzione di biciclette per soddisfare la grande richiesta di quel periodo. Con la ripresa industriale avvenuta negli anni cinquanta, una sempre crescente parte della popolazione europea raggiunse la condizione economica necessaria ad acquistare veicoli a motore. La domanda di motocicli e ciclomotori divenne talmente grande e così rapidamente da non poter essere soddisfatta dalle esistenti aziende motociclistiche. In seguito a questo fenomeno, nel decennio compreso tra il 1955 e il 1965, centinaia di piccole officine meccaniche decisero di cimentarsi nell'assemblaggio dei ciclomotori, anche favorite dalla grande vitalità delle aziende costruttrici di parti separate come telai, freni e motori.

## La serie
Il primo ciclomotore costruito dall'Aprilia fu il modello "A1" del quale non risulta essere rimasta alcuna traccia fotografica. Si trattava di un ciclomotore utilitario a telaio aperto, seguito dalla versione aggiornata "A2". La produzione era destinata ad un mercato locale, generalmente limitato alla provincia di Venezia, e completamente realizzata nella piccola officina-negozio di Alberto Beggio, da tre operai che riuscivano ad assemblare un paio di esemplari al giorno.
Con le versioni "A3" e "A4", del 1962 e 1963, l'Aprilia conferì ai veicoli un aspetto di tipo turistico-sportivo che ottennero un discreto successo e spinsero la casa ad ampliare la struttura produttiva.
Particolarmente interessante è la versione a vocazione turistica "A5 Olanda" del 1964 che, pur dotata del propulsore a due tempi da 50 cm³ e tre marce Franco Morini già impiegato sui modelli precedenti, vanta un particolare telaio in lamiera stampata che funge anche da parafango posteriore, forcella e ammortizzatori telescopici a corsa lunga, protezioni in lamiera per le gambe e sella di ampie dimensioni.
L'ultimo della serie è il modello "A7 Moto Cross" del 1967 che preannunciava una decisa svolta dell'azienda veneta verso la futura preminenza produttiva motociclistica destinata ai quattordicenni.
L'"A7" sfoggia un pregevole telaio a doppia culla chiusa, ma a dispetto dell'indicazione "Moto Cross", non mostra alcuna caratteristica tecnica per quella specialità sportiva. La denominazione era stata ideata dal giovane figlio del proprietario, Ivano Beggio, allo scopo di rivolgere maggiore attenzione alla clientela giovane, in vista della prima partecipazione Aprilia al Salone del ciclo e motociclo di Milano del 1967, pensata per farsi conoscere sia sul mercato nazionale che all'estero. È per il modello "A7 Moto Cross", infatti, la prima pubblicità Aprilia sulla rivista Motociclismo che, inusualmente per l'epoca, si rivolgeva anche a possibili acquirenti esteri, recando l'avviso in inglese "Foreign businessmen are kindly invited to contact us at the Milan Show, stand no. 23".